# Макарий (Костромская область)
Макарий — погост в Буйском районе Костромской области. Входит в состав Центрального сельского поселения.

## География
Находится в западной части Костромской области на расстоянии приблизительно 18 км на юг-юго-запад по прямой от районного центра города Буй у речки Письма.

## История
В конце XIV века здесь был основан монастырь, в XVIII веке был преобразован в приход. В 1872 году здесь было учтено 4 двора, в 1907 году — 5. В 1994 году Спасо-Преображенский Макариево-Писемский монастырь был возрожден как женская обитель.

## Население
Постоянное население составляло 21 человек (1872 год), 51 (1897), 17 (1907), 21 в 2002 году (русские 95 %), 6 в 2022.